# Thomas Parits
Thomas Parits (ur. 7 października 1946 w Siegendorfie) – austriacki piłkarz grający na pozycji napastnika. W swojej karierze rozegrał 27 meczów i zdobył 5 bramek w reprezentacji Austrii.

## Kariera klubowa
Swoją karierę piłkarską Parits rozpoczął w klubie ASV Siegendorf. Następnie został zawodnikiem Austrii Wiedeń. W sezonie 1964/1965 zadebiutował w jej barwach w austriackiej Bundeslidze. W sezonie 1966/1967 osiągnął z Austrią swój pierwszy sukces, gdy zdobył Puchar Austrii. Następnie w sezonach 1968/1969 i 1969/1970 dwukrotnie z rzędu wywalczył mistrzostwo Austrii.
W 1970 roku Parits przeszedł do niemieckiego 1. FC Köln. Zadebiutował w nim 15 sierpnia 1970 w zremisowanym 1:1 wyjazdowym meczu z Werderem Brema. W klubie z Kolonii występował przez rok.
Latem 1971 Parits odszedł z Köln do Eintrachtu Frankfurt. Swój debiut w Eintrachcie zanotował 14 sierpnia 1971 w przegranym 1:5 wyjazdowym meczu z Hamburger SV. W sezonie 1973/1974 zdobył z Eintrachtem Puchar Niemiec.
W 1974 roku Parits został piłkarzem hiszpańskiej Granady. W Primera División swój debiut zaliczył 8 września 1974 w zremisowanym 0:0 wyjazdowym meczu z Atlético Madryt. W sezonie 1975/1976 spadł z Granadą z Primera División do Segunda División.
W 1977 roku Parits wrócił do Austrii Wiedeń. W sezonach 1977/1978 i 1978/1979 wywalczył z Austrią dwa tytuły mistrza Austrii. W maju 1978 wystąpił w przegranym 0:4 finale Pucharu Zdobywców Pucharów z Anderlechtem.
W 1979 roku Parits przeszedł do VÖEST Linz. Swój debiut w nim zaliczył 7 września 1979 w wygranym 2:0 domowym meczu z Austrią Salzburg, w którym zdobył gola. W 1981 roku zakończył karierę piłkarską.
| Sezon   | Klub                | Kraj      | Rozgrywki        | Mecze | Bramki |
| ------- | ------------------- | --------- | ---------------- | ----- | ------ |
| 1964/65 | Austria Wiedeń      | Austria   | Bundesliga       | 21    | 2      |
| 1965/66 | Austria Wiedeń      | Austria   | Bundesliga       | 11    | 3      |
| 1966/67 | Austria Wiedeń      | Austria   | Bundesliga       | 26    | 7      |
| 1967/68 | Austria Wiedeń      | Austria   | Bundesliga       | 26    | 9      |
| 1968/69 | Austria Wiedeń      | Austria   | Bundesliga       | 29    | 10     |
| 1969/70 | Austria Wiedeń      | Austria   | Bundesliga       | 28    | 14     |
| 1970/71 | 1. FC Köln          | RFN       | Bundesliga       | 29    | 5      |
| 1971/72 | Eintracht Frankfurt | RFN       | Bundesliga       | 31    | 12     |
| 1972/73 | Eintracht Frankfurt | RFN       | Bundesliga       | 26    | 4      |
| 1973/74 | Eintracht Frankfurt | RFN       | Bundesliga       | 17    | 2      |
| 1974/75 | Granada CF          | Hiszpania | Primera División | 33    | 4      |
| 1975/76 | Granada CF          | Hiszpania | Primera División | 21    | 2      |
| 1976/77 | Granada CF          | Hiszpania | Primera División | 28    | 1      |
| 1977/78 | Austria Wiedeń      | Austria   | Bundesliga       | 32    | 15     |
| 1978/79 | Austria Wiedeń      | Austria   | Bundesliga       | 29    | 22     |
| 1979/80 | VÖEST Linz          | Austria   | Bundesliga       | 26    | 8      |
| 1980/81 | VÖEST Linz          | Austria   | Bundesliga       | 19    | 2      |

## Kariera reprezentacyjna
W reprezentacji Austrii Parits zadebiutował 24 kwietnia 1966 roku w przegranym 0:1 towarzyskim meczu ze Związkiem Radzieckim, rozegranym w Wiedniu. W swojej karierze grał w eliminacjach do Euro 68, do MŚ 1970, do Euro 72 i do MŚ 1974. Od 1966 do 1973 roku rozegrał w reprezentacji 27 meczów, w których strzelił 5 goli.

## Kariera trenerska
Po zakończeniu kariery piłkarskiej Parits został trenerem. W latach 1982–1983 prowadził zespół SC Neusiedl am See. W sezonie 1984/1985 został trenerem Austrii Wiedeń. Doprowadził ją do wywalczenia mistrzostwa Austrii. W sezonie 1986/1987 ponownie był trenerem Austrii. W latach 1988–1990 prowadził VSE St. Pölten, a w sezonie 1990/1991 Admirę Wacker.